# طريقة الوفاة
في العديد من الولايات القضائية القانونية، فإن طريقة الوفاة هي قرار يتم تحديده عادةً من قبل الطبيب الشرعي أو الفاحص الطبي أو الشرطة أو المسؤولين ويتم تسجيله كإحصاء حيوي. داخل الولايات المتحدة والمملكة المتحدة، يتم التمييز بين سبب الوفاة (يشار إليه أحيانًا باسم «آلية الموت»)، وهو مرض أو إصابة محددة، مقابل طريقة الوفاة، وهو في المقام الأول قرار قانوني. يتم استخدام فئات مختلفة في ولايات قضائية مختلفة، ولكن طريقة تحديد الوفيات تشمل كل شيء بدءًا من الفئات الواسعة جدًا مثل «الطبيعية» و «القتل» وصولًا إلى آداب معينة مثل «حوادث المرور» أو «محاولة الإجهاض الذاتي». في بعض الحالات يتم إجراء تشريح الجثة، إما بسبب المتطلبات القانونية العامة، لأن السبب الطبي للوفاة غير مؤكد، بناء على طلب أفراد الأسرة أو الأوصياء، أو لأن ظروف الوفاة كانت مشبوهة.
التصنيف الدولي للأمراض (ICD) تضع رموز يمكن استخدامها لطريقة قياسية وسبب الوفاة بطريقة منهجية الذي يجعل من السهل لتجميع الإحصاءات وأكثر جدوى لمقارنة الأحداث عبر الولايات القضائية.